# Nad Šenkárkou
Nad Šenkárkou je přírodní rezervace v katastrálním území obce Limbach v okrese Pezinok v Bratislavském kraji na Slovensku. Území bylo vyhlášeno v roce 1984 a jeho rozloha je 10,92 hektaru. Předmětem ochrany je jedinečná ukázka rašeliniště ve 4. vegetačním stupni s lesními porosty olšové březiny v hřebenové části Pezinských Karpat.